# 佐伯新
佐伯 新（さえき あらた、1969年9月2日 - ）は、富山県出身の俳優。エースエージェント所属。

## 人物・略歴
1994年8月、遊園地再生事業団『箱庭とピクニック計画』で初舞台。以後、舞台俳優の他に映画、テレビ、ラジオなどの分野で出演を重ね現在に至る。
趣味はＴシャツ作り、高校教員（英語）免許取得。

## 出演

### 映画
- 完全なる飼育（2002年）
- ハッピーフライト（2008年）
- 放送禁止（2008年） - 古茂田俊作 役
- まぼろしの邪馬台国（2009年） - 山田秘書 役
- 山形スクリーム（2009年） - うるやん 役
- THE CODE/暗号（2009年） - 探偵576 役
- 天使に“アイム・ファイン”（2016年） - 日下部彰 役
- 海賊とよばれた男（2016年）
- 仮面ライダーシリーズ - 山下三造 役
  - 仮面ライダー 令和 ザ・ファースト・ジェネレーション（2019年）
  - 劇場版 仮面ライダーゼロワン REAL×TIME（2020年）[2]

### テレビドラマ

#### NHK
- 龍馬伝 （2010年） - 中島三郎助 役
- 風をあつめて（2011年）
- さんすう刑事ゼロ（2013年） - 四角ピザの店長
- デザイナーベイビー - 速水刑事、産休前の難事件 -（2015年） - 大井出慎 役
- アイドル誕生 輝け昭和歌謡（2023年）

#### 日本テレビ
- 戦国自衛隊・関ヶ原の戦い （2006年） - 江川豊彦 役
- 傍聴マニア09〜裁判長!ここは懲役4年でどうすか〜 （2009年） - 迫田真一 役
- 秘密諜報員 エリカ （2011年） - 森田幸雄 役
- 同期のサクラ（2019年） - 竹田部長 役
- 金曜ロードSHOW! 「「映画公開記念!!今日から俺は!!スペシャル」」（2020年） - 今井勝（今井の父） 役

#### TBS
- ブラッディ・マンデイ （2008年） - 浅倉看守 役
- JIN-仁- 完結編（2011年）
- 華和家の四姉妹（2011年）
- 空飛ぶ広報室（2013年） - 松田
- 月曜ゴールデン
  - 「税務調査官・窓際太郎の事件簿16」 （2007年） - 田辺進 役
  - 「二重裁判」 （2009年） - 葛原竜一 役
  - 「SPEC」〜翔〜（2012年4月1日） - 美鈴を取り調べる刑事
- 家族狩り（2014年） - 実森貞男 役
- 警部補・杉山真太郎〜吉祥寺署事件ファイル（2015年） - 江田幸司 役
- ヤメゴク〜ヤクザやめて頂きます〜 第6話ゲスト（2015年） - 福祉事務所職員 役
- 神の舌を持つ男（2016年） - 犬養孝（刑事） 役
- IQ246〜華麗なる事件簿〜（2016年） - 豊臣英吉 役
- 99.9-刑事専門弁護士- SEASON II（2018年） - 犬飼孝 役
- わたし、定時で帰ります。（2019年） - 灰原忍 役
- 凪のお暇（2019年） - 西竜二 役
- MIU404 第7話（2020年） - ケンさん（梨本健） 役
- ラストマン-全盲の捜査官- 第1話（2023年） - 空港警察の刑事 役

#### フジテレビ
- 演技者。 （2002年） - スキンシップ先生 役
- 放送禁止（2008年） - 古茂田俊作 役
- シバトラ　童顔刑事!史上最大の危機スペシャル（2009年 - 2010年） - 小久保刑事 役
- 福助（2010年）
- 泣かないと決めた日（2010年）
- 松本清張ドラマスペシャル・山峡の章 （2010年） - 安田刑事 役
- まっすぐな男（2010年）
- 月の恋人〜Moon Lovers〜（2010年） - 田端啓の父 役
- ジョーカー 許されざる捜査官（2010年） - 溝口喜一 役
- パーフェクト・リポート（2010年）
- ストロベリーナイト（2010年）
- スクール!!（2011年）
- 11文字の殺人（2011年） - 田村
- 謎解きはディナーのあとで（2011年） - 友岡弘樹 役
- 踊る大捜査線 THE LAST TV サラリーマン刑事と最後の難事件（2012年） - 林田毅 役
- 家族ゲーム 第6話（2013年） - 丸川
- 天誅〜闇の仕置人〜（2014年） - 坂本店長 役
- SMOKING GUN〜決定的証拠〜（2014年） - 石巻雅夫 役
- すべてがFになる（2014年） - 八川善太郎 役
- 探偵の探偵（2015年） - 津島雄一 役
- HOPE〜期待ゼロの新入社員〜（2016年） - 高柳清志 役
- 警視庁いきもの係（2017年） - 友塚公平 役
- 健康で文化的な最低限度の生活（2018年） - 須永吉次 役
- コンフィデンスマンJP（2019年） - 高橋清志 役
- まだ結婚できない男（2019年） - 楓利郎 役
- SUITS/スーツ (日本のテレビドラマ) Season2（2020年） - 三木竜洋 役
- さくらの親子丼 Season3（2020年） - 浅尾真二朗 役
- ミステリと言う勿れ 第5話・第11話・第12話（2022年2月7日・3月21日・3月28日） - 吉村刑事 役
- 競争の番人 第6話（2022年8月15日） - 酒井 役
- 親愛なる僕へ殺意をこめて 第9話（2022年11月30日） - 検察官 役
- 風間公親-教場0- 第2話（2023年4月17日） - 美幸の知人男性 役
- 金曜プレステージ
  - 「警部補・佐々木丈太郎6」（2013年） - 佐藤修一 役

#### テレビ朝日
- いとしの未来ちゃん
  - 第10話「マーズ・アタック!」（1997年6月21日）
  - 第11話「シザーハンズ」（1997年6月28日）
- 土曜ワイド劇場
  - 「おとり捜査官・北見志穂11」（2006年） - 工藤刑事 役
  - 「変装捜査官・麻生ゆき3」（2007年）
  - 「西村京太郎トラベルミステリー53」 （2010年） - 宮田直人 役
  - 「温泉若おかみの殺人推理28」（2014年） - 矢部直人 役
  - 「京都南署鑑識ファイル10」（2016年） - 戸倉大介 役
- 日曜ワイド
  - 「検事・朝日奈耀子19」（2017年） - 飛江田信三 役
- 日曜プライム
  - 「終着駅シリーズ35」（2019年） - 根本英雄 役
  - 「庶務行員 多加賀主水が許さない4」（2020年） - 堀本憲一 役
- 名探偵の掟（2009年） - 八代新平 役
- 松本清張生誕100年スペシャル・夜光の階段（2009年）
- サラリーマン金太郎2 （2010年） - 浦部
- 警部補 矢部謙三（2010年）
- お母さんの最後の一日（2010年） - 鈴木修平 役
- ナサケの女〜国税局査察官〜（2010年）
- 相棒
  - Season9 第11話「死に過ぎた男」（2011年） - 工藤慎治 役
  - Season19 第15話「薔薇と髭の不運」（2021年） - 相馬和義 役
  - Season22 第6話「名探偵と眠り姫」（2023年） - 蔵本慎吾 役
- アスコーマーチ〜明日香工業高校物語〜 （2011年） - 借金取りの男
- 俺の空 刑事編（2011年） - 金倉智則 役
- 特命戦隊ゴーバスターズ（2012年）
- 警視庁捜査一課9係 season8（2013年） - 倉持俊成 役
- DOCTORS〜最強の名医〜 第2シリーズ（2013年） - 大坪雅人 役
- ドクターX〜外科医・大門未知子〜（2016年） - 緑川
- グ・ラ・メ!〜総理の料理番〜（2016年） - 武藤健一 役
- 警視庁・捜査一課長（2017年） - 重森悠介 役
- 重要参考人探偵（2017年） - 極利郎 役
- 特捜9
  - Season1 第8話（2018年） - 片山浩之 役
  - Season6 第4話（2023年） - 下川修三 役
- 科捜研の女
  - SP（2018年） - 保田恵道 役
  - Season22 第5話（2022年） - 園山隆 役
- 刑事ゼロ（2019年） - 夏富武臣 役
- 家政夫のミタゾノ（2019年） - 向井圭介 役
- 仮面ライダーゼロワン（2019 - 2020年） - 山下三造 役
- 未解決の女 Season2 第1話（2020年） - 田口政治 役
- 七人の秘書 第7話（2020年） - 中川忠信 役
- 刑事7人 第7シリーズ 第1話（2021年） - 国村誠司 役
- 未来への10カウント 第5話・第9話（2022年） - 小湊雅彦教頭 役
- NICE FLIGHT! 第2話・第7話（2022年） - おじちゃん 役
- 六本木クラス 第9話・第11話（2022年） - 料理審査員 役
- バツイチ2人は未定な関係〜（2023年）
- キッチン革命（2023年） - 山本与作 役
- フォレスト（2025年1月12日 - 3月2日、朝日放送テレビ）- 小林広輔 役
- リベンジ・スパイ（2025年7月5日 - ） - 小島さん 役[3]

#### テレビ東京
- 週刊真木よう子 （2008年）
- 湯けむりスナイパー （2009年） - 真紀の父 役
- 孤独のグルメ Season2 第8話 （2012年11月28日）- 大将 役
- マルホの女〜保険犯罪調査員〜 第6話（2014年） - 園城敦 役
- らせんの迷宮〜DNA科学捜査〜 第1話（2021年）
- 黙秘犯（2022年） - 三崎 役
- 水曜ミステリー9
  - 「新米事件記者・三咲2」（2006年） - 山中房義 役
  - 「犯罪科学分析室 電子の標的」（2015年） - リュウ・カイエイ 役
  - 「邪魔」（2015年） - 荻原仁志 役

#### その他
- 満福少女ドラゴネット（2010年、テレビ神奈川） - 飯塚五郎 役
- 連続ドラマW 湊かなえ「落日」 第3話（2023年、WOWOW） - 記者 役

### 配信ドラマ
- MALICE 第7話（2023年9月14日、U-NEXT） - 警官 役